# 丕鄭
丕郑（？—前650年），春秋时期晋国的大夫。

## 生平
前651年，晋献公去世後，里克、丕郑想立公子重耳（後為晋文公），最后郤芮、呂省的劝说下，拥立了公子夷吾（晋惠公）。前650年，晋惠公即位，杀死了里克。派丕郑出使秦国。丕郑对秦穆公说郤芮、郤称、呂省不同意给秦国土地，建议立重耳。事泄，晋惠公杀死丕郑，其子丕豹逃到秦国。